# August Strackéstraat

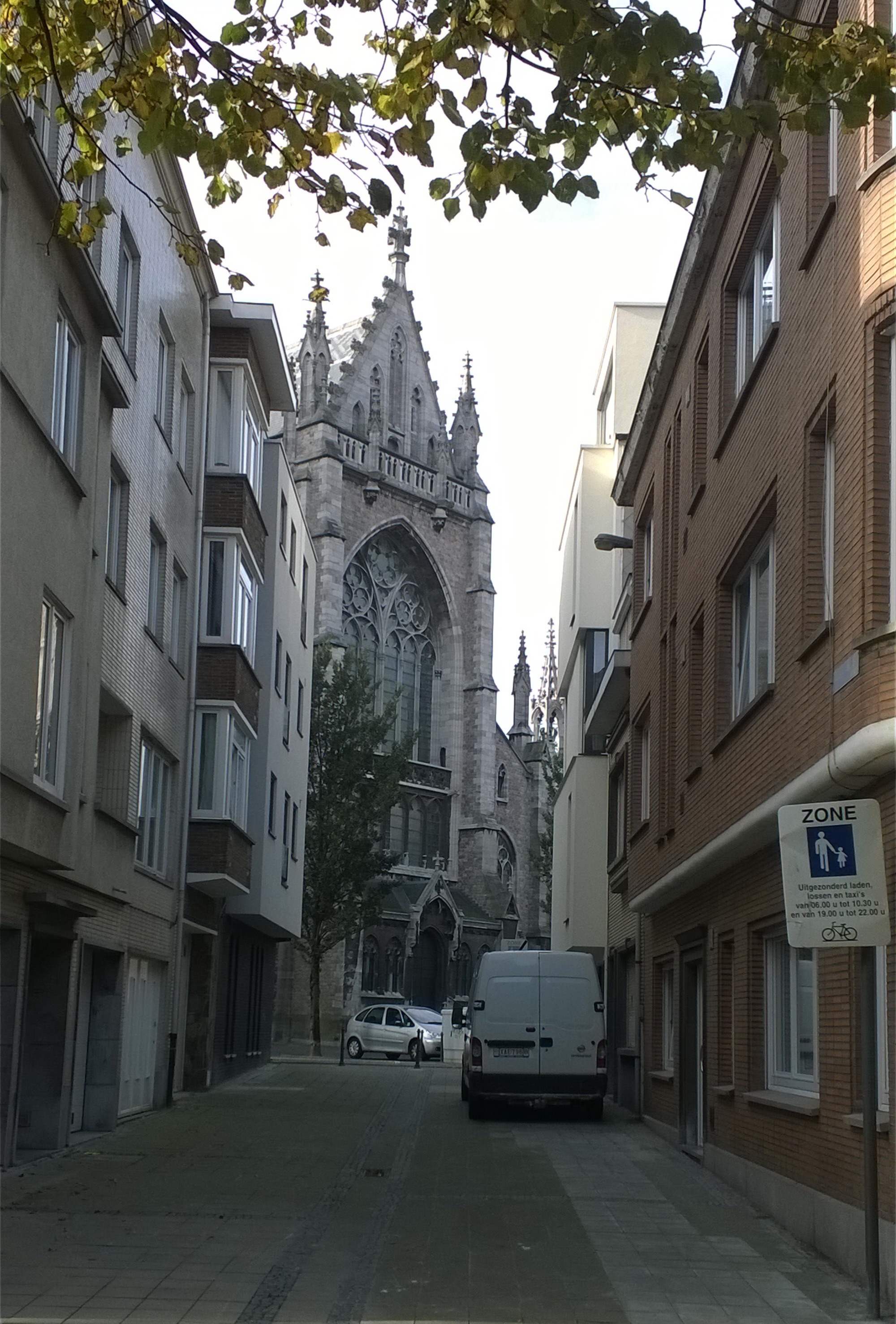
Oostende, August Stackéstraat met de Sint-Petrus-en-Pauluskerk op de achtergrond.

De August Strackéstraat is een straat in Oostende die de verbinding vormt tussen de Prins Boudewijn- en de Kaaistraat. De straat is nauwelijks 35 m lang en verkeersvrij. Auto’s worden in de straat enkel gedoogd om naar de garages te rijden in de enkele appartementsgebouwen.

## Geschiedenis
De straat werd omstreeks 1908 aangelegd, kort na de bouw van de nabij gelegen Sint-Petrus-en-Pauluskerk. Ze heette eerst de Prospektstraat (Rue du Prospect) en later de Uitzichtstraat. Op 14 januari 1936, enkele maanden na zijn overlijden, werd de straat genoemd naar August Stracké (Naumburg, 28 januari 1846 - Oostende, 24 september 1935) die hotelier was en op het einde van de 19e eeuw het Hôtel d’Allemagne uitbaatte. Dit hotel was vlakbij gelegen in de Kaaistraat op de plaats waar zich nu het Sint-Andreascollege en een kantoor van de RVA bevinden.